# Nymphe de Diane
Nymphe de Diane  est une sculpture du sculpteur français Jules Rispal (1871-1909) exécutée en 1902.